# Rancho Alegre d'Oeste
Rancho Alegre D'Oeste is een gemeente in de Braziliaanse deelstaat Paraná. De gemeente telt 2.976 inwoners (schatting 2009).

## Aangrenzende gemeenten
De gemeente grenst aan Goioerê, Janiópolis, Juranda, Quarto Centenário en Ubiratã.